# Partenza di Criseide
Partenza di Criseide o Rapimento di Elena è un affresco rinvenuto nella casa del Poeta Tragico a Pompei e custodito all'interno del Museo archeologico nazionale di Napoli.

## Storia
L'affresco venne realizzato in un periodo compreso tra il 45 e l'eruzione del Vesuvio del 79, nella zona occidentale della parete sud dell'atrio della casa del Poeta Tragico, stessa parete in cui erano gli affreschi Hierogamia e Achille e Briseide, con quest'ultimo probabilmente seguendo il tema incentrato sulla partenza di donne. Fu rinvenuto il 4 dicembre 1824 e successivamente staccato per ricavarne un quadretto.

## Descrizione
L'identificazione di questa pittura non è chiara: secondo alcuni archeologi poteva trattarsi dell'episodio del rapimento di Elena, mentre secondo Amedeo Maiuri si tratterebbe della partenza di Criseide poiché la donna dipinta non reca sul capo il velo tipico delle donne sposate, quale era Elena, e inoltre proseguirebbe sullo stesso tema della pittura vicina, quella di Achille e Briseide, entrambi tratti dal primo libro dell'Iliade.
Nella pittura è raffigurata una donna intente a salire su una passerella di una nave, di cui si scorge la poppa: questa presenta notevoli similitudini con la nave di Teseo affrescata nel triclinio della stessa casa. Ai lati della donna sono due figure più piccole: a sinistra un'ancella e a destra un uomo vestito con mantello e calzari che aiuta Criseide a salire sulla nave. Alle spalle della scena principale è raffigurato un uomo con in testa un elmo.